# 聖貝爾納多 (查科省)
27°16′S 60°42′W / 27.267°S 60.700°W
聖貝爾納多（西班牙語：San Bernardo），是阿根廷的城鎮，位於該國北部查科省，是奧希金斯縣的首府，始建於1933年6月28日，主要經濟活動是農業和林業，海拔高度79米，2010年人口9,379。